# 能登志雄
能 登志雄（のう としお、1912年5月 - 1988年2月6日）は、日本の地理学者。専門は、集落地理学など。東北大学教授などを歴任。

## 経歴
長崎県長崎市生まれ。父親は、当時長崎高等商業学校教授であったが、その後転勤を重ね、登志雄は青年期を石川県金沢市で過ごすこととなった。
石川県立金沢第二中学校から第四高等学校 (旧制) 理科甲類を経て、1932年に東京帝国大学理学部地理学科で人文地理学を専攻し、辻村太郎の指導を受けた。地理学科の同期生には木内信蔵、1年後輩には矢沢大二がいた。能は語学に優れ、学生時代から英語やドイツ語に通じていた。
卒業後の1935年、大学院に進学し、辻村との共訳という形でノルベルト・クレープス『人類地理学』の翻訳（1936年）を出したが、1936年に広島陸軍幼年学校教官となり、1941年には陸軍気象部付陸軍技師として予報班に勤務し、さらに1942年には南方派遣野戦気象部隊付予報技術将校として出征して南方各地を転戦した。その間にも、フェルディナント・フォン・リヒトホーフェン『支那』の翻訳（1943年）を出版した。敗戦後は捕虜となったが、1946年に復員して、連合国軍最高司令官総司令部 (GHQ) に勤め、1947年に紅陵大学（後の拓殖大学）予科教授を経て、東京女子高等師範学校講師となった。
1948年に教授に昇任し、1949年に学制改革によりお茶の水女子大学助教授を兼任し、1950年に大学助教授専任となった。1952年には、「聚落形態の地理学的研究」により、東京大学から理学博士を取得した。この博士論文は『聚落の地理 景観論的方法による聚落地理の研究』として出版されたが、同書を評した藤岡謙二郎は、「氏の本書の場合辻村教授やシユリユーターの景観論の直接の継承者たるの感が強い」とし、その内容を厳しく批判しながらもオットー・シュリューターや辻村の景観論の「直接の継承者」として能を位置付けた。
1959年2月、お茶の水女子大学教授と東北大学教授の併任となり、4月に東北大学理学部教授に転じ、冨田芳郎の後継者として地理学教室を主宰し、1976年に定年退官するまで在職した。
1984年に東北大学名誉教授となり、1986年には勲二等瑞宝章を受章し、1988年には正四位に叙された。

## おもな著書

### 単著
- タイ国地誌、古今書院、1941年
- 現代の地誌学、古今書院、1949年
- 聚落の地理、古今書院、1952年
- 気候順応、古今書院、1966年
- 湿潤熱帯、朝倉書店、1970年

### 共著
- （John C. Kimura との共著）Japan : a regional geography of an island nation, Teikoku Shoin, 1983

### 翻訳
- （辻村太郎との共訳）ノルベルト・クレープス著、人類地理学、古今書院、1936年
- リヒトホーフェン著、支那. 第5 (西南支那)(東亜研究叢書 ; 第18巻)、岩波書店、1943年
- N・P・イロエジェ著、ナイジェリア その国土と人々、帝国書院、1980年